# هشام محمد
هشام محمد (عربی: هشام محمد فياض الدليمي؛ زادهٔ ۱ ژوئیهٔ ۱۹۷۸) یک بازیکن فوتبال اهل عراق است.
از باشگاه‌هایی که در آن بازی کرده‌است می‌توان به الزورا اشاره کرد.
وی همچنین در تیم ملی فوتبال تیم ملی فوتبال عراق بازی کرده است.